# ثنائي كلورامين
ثنائي كلورامين هو مركب كيميائي من الكلور والنتروجين والهيدروجين له الصيغة الكيميائية NHCl2، ويكون على شكل غاز أصفر اللون.

## التحضير
يحضر ثنائي كلورامين من تفاعل أحادي كلورامين مع غاز الكلور أو تحت كلوريت الصوديوم:
{\displaystyle \mathrm {NH_{2}Cl+Cl_{2}\longrightarrow NHCl_{2}+HCl} }

## الخصائص
يكون ثنائي كلوراميم على شكل غاز أصفر اللون، وللمركب خصائص مطهرة وهو ينشأ كناتج ثانوي من استخدام الكلور في تعقيم المسابح، وذلك عبر أحادي كلورامين في مياه المسابح كمركب وسطي لتشكيل ثلاثي كلورامين.

## اقرأ أيضاً
- كلورامينات